# Lega missionaria studenti
La Lega missionaria studenti (LMS) è un movimento giovanile italiano di impegno cristiano, fondato nel 1927 dai padri gesuiti dell'Istituto Massimiliano Massimo di Roma.

Membro del MAGIS (ONG della Compagnia di Gesù), attualmente è la sezione della Comunità di vita cristiana che si occupa della formazione al volontariato.

## Descrizione
Il metodo della Lega missionaria studenti si basa sul trinomio "azione - preghiera - studio", che sintetizza la forte predisposizione al volontariato, la natura cattolica del movimento e la tendenza ad approfondire tematiche volte all'educazione dei giovani alla mondialità.
La LMS interviene prevalentemente in Romania, Bosnia, Perù, Kenya e Cuba tramite campi estivi di volontariato e progetti a medio e lungo termine. Dal luglio 2015 al gennaio 2016 la LMS ha avviato un campo di volontariato a Ragusa dove opera in alcuni centri di accoglienza per richiedenti asilo.